# Université de Porto Rico
Pour les articles homonymes, voir UPR.
 (janvier 2016).
Si vous disposez d'ouvrages ou d'articles de référence ou si vous connaissez des sites web de qualité traitant du thème abordé ici, merci de compléter l'article en donnant les références utiles à sa vérifiabilité et en les liant à la section « Notes et références ».
L'université de Porto Rico (en espagnol Universidad de Puerto Rico, en abrégé UPR), fondée en 1903, est la plus vieille et plus grande université à Porto Rico. Bien que Porto Rico ne soit pas un État américain, elle est gérée de la même façon qu’une université d’État et ses programmes sont accrédités par les agences d’accréditation américaines. L’université comprend onze campus avec approximativement 61 393 élèves. C'est la seule grande université des États-Unis dont la langue d'instruction est en grande partie l'espagnol. Certains cours et diplômes sont aussi disponibles en anglais. Sa présidente est Zayira Jordán Conde, depuis juin 2025.

## Histoire
En 1900, à Fajardo, l’Escuela Normal Industrial est établie comme premier établissement d’éducation supérieure à Porto Rico. La première année, elle comprenait seulement vingt élèves et cinq professeurs. L’année suivante elle est déplacée à Rio Piedras. Le 12 mars 1903, l’université de Porto Rico est officiellement créée, et l’Escuela Normal en devient le premier département. Sa présidente est Zayira Jordán Conde, depuis juin 2025.

## Collèges
Le collège des arts et des sciences de l'université publie depuis 1961, le Caribbean Journal of Science.

## Personnalités liées à l'université
- María de Pérez Almiroty (1883-1973), femme politique
- Isabel Andreu de Aguilar (1887-1948), écrivaine, éducatrice, philanthrope, suffragette et activiste de Porto Rico.
- Elvira Cuevas (1950-), écologiste.
- Wanda Díaz-Merced, astronome américaine.